# Livets museum
Livets museum är ett medicinhistoriskt museum i Lund. Utställningarna har ett medicinhistoriskt perspektiv med interaktiva moment och berättar om hur den mänskliga kroppen fungerar. Här visas också viktiga framsteg inom medicinen som har skett i Lund, till exempel inom dialys, ultraljud och utvecklingen av respiratorer. Delar av museet berättar om verksamheterna vid mentalsjukhuset Sankt Lars och ”sinnesslöanstalten” Vipeholm.
Livets museum ligger i en 1912 byggd kulvert mellan tidigare Södra och Norra lasarettsområdena vid och ovanför Allhelgona kyrkogata i Lund. Det är 130 meter långt och tre meter brett. Museet hade en föregångare i det medicinhistoriska museet på Sankt Lars i Lund som avvecklades 2006. Genom insatser av bland annat Håkan Westling kom dessa samlingar att tillvaratas och bidra till det nuvarande museet som öppnades 2012.
Museet drivs av Kulturen i Lund på uppdrag av Region Skåne och i samarbete med Sydsvenska Medicinhistoriska Sällskapet. I uppdraget ingår även att förvalta Region Skånes medicinhistoriska samling. Samlingen är digitaliserad och sökbar online.

## Fotogalleri

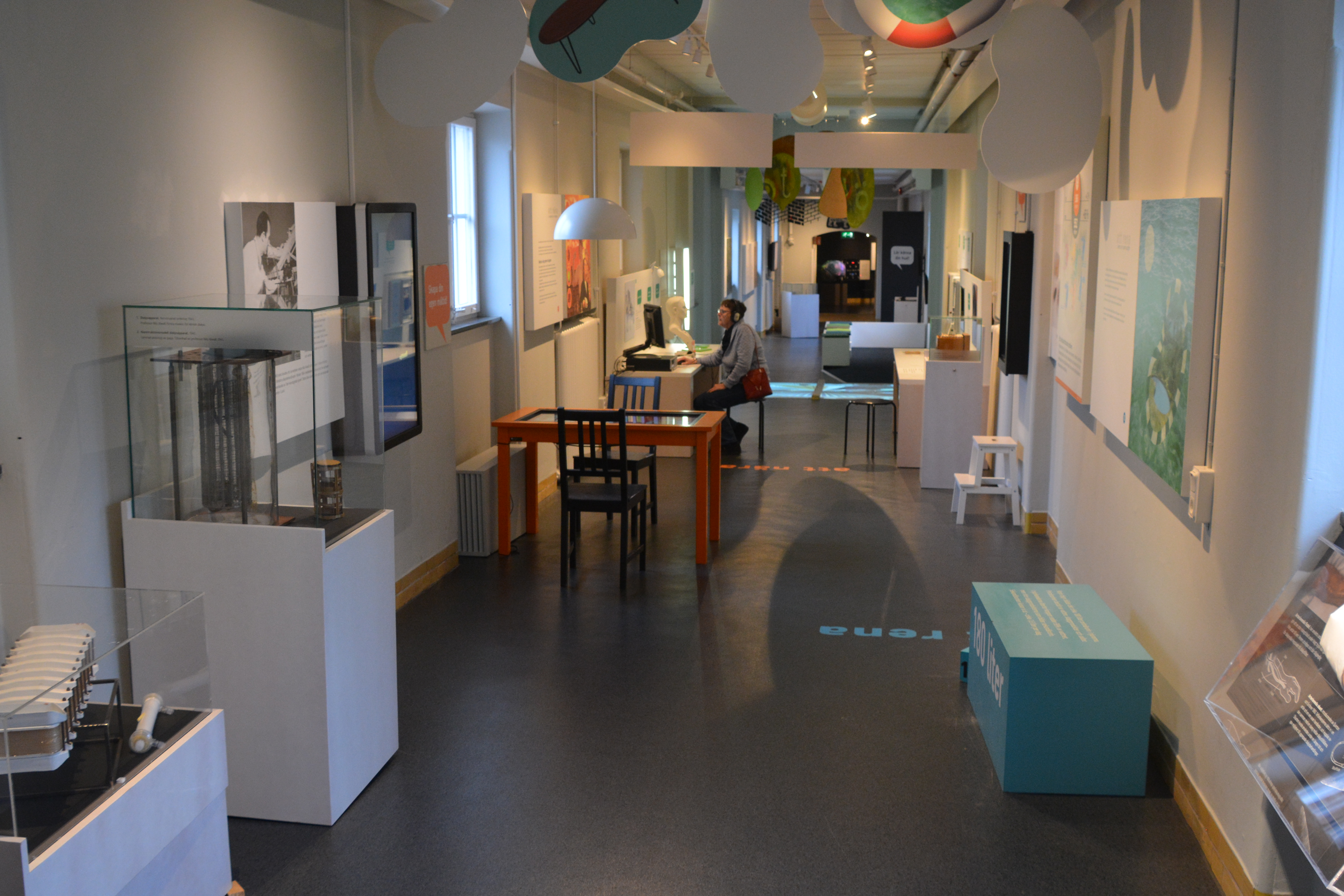
Utställningen i den tidigare sjukhuskulverten.
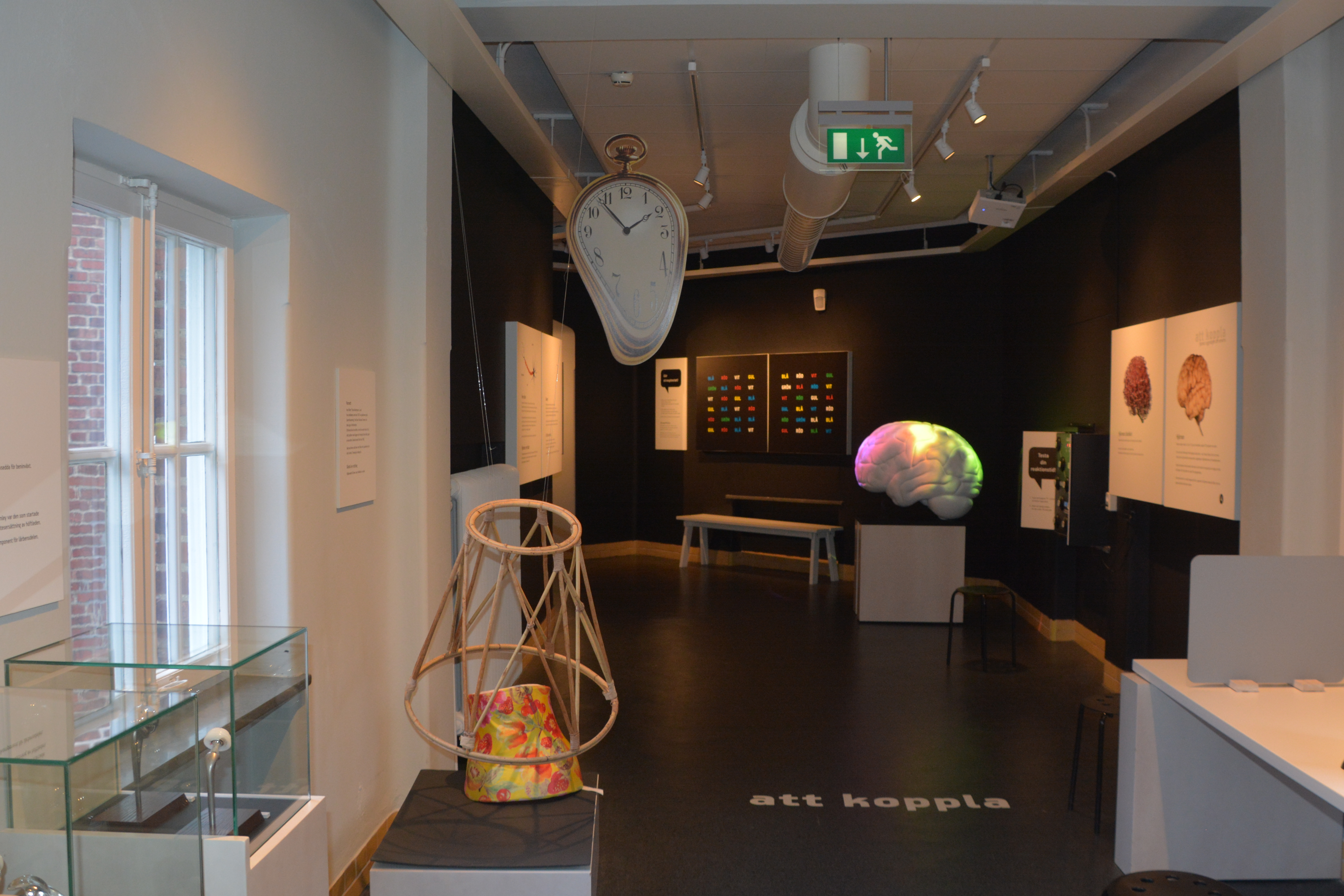
Utställningen.
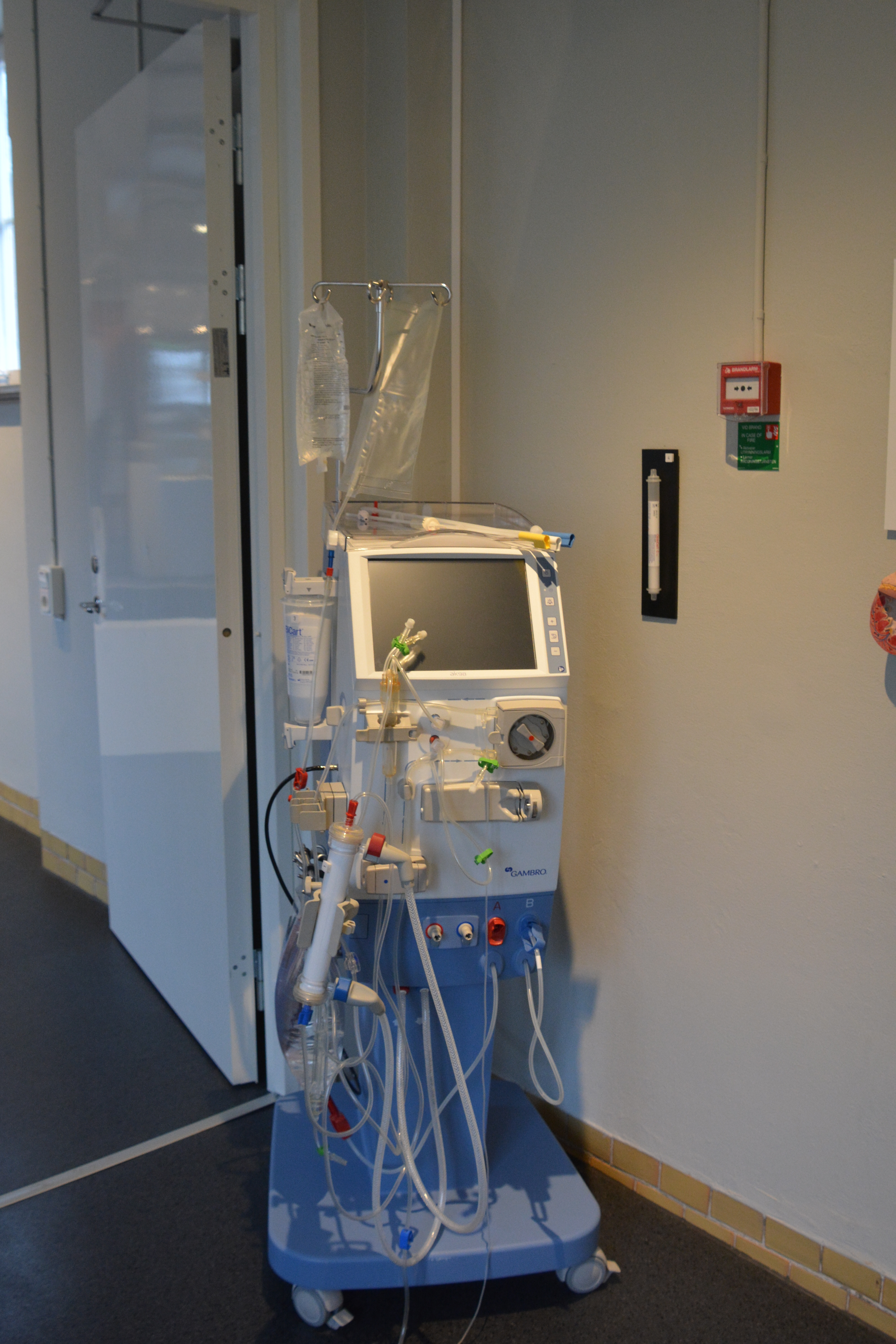
Dialysmaskin Gambro 2015.
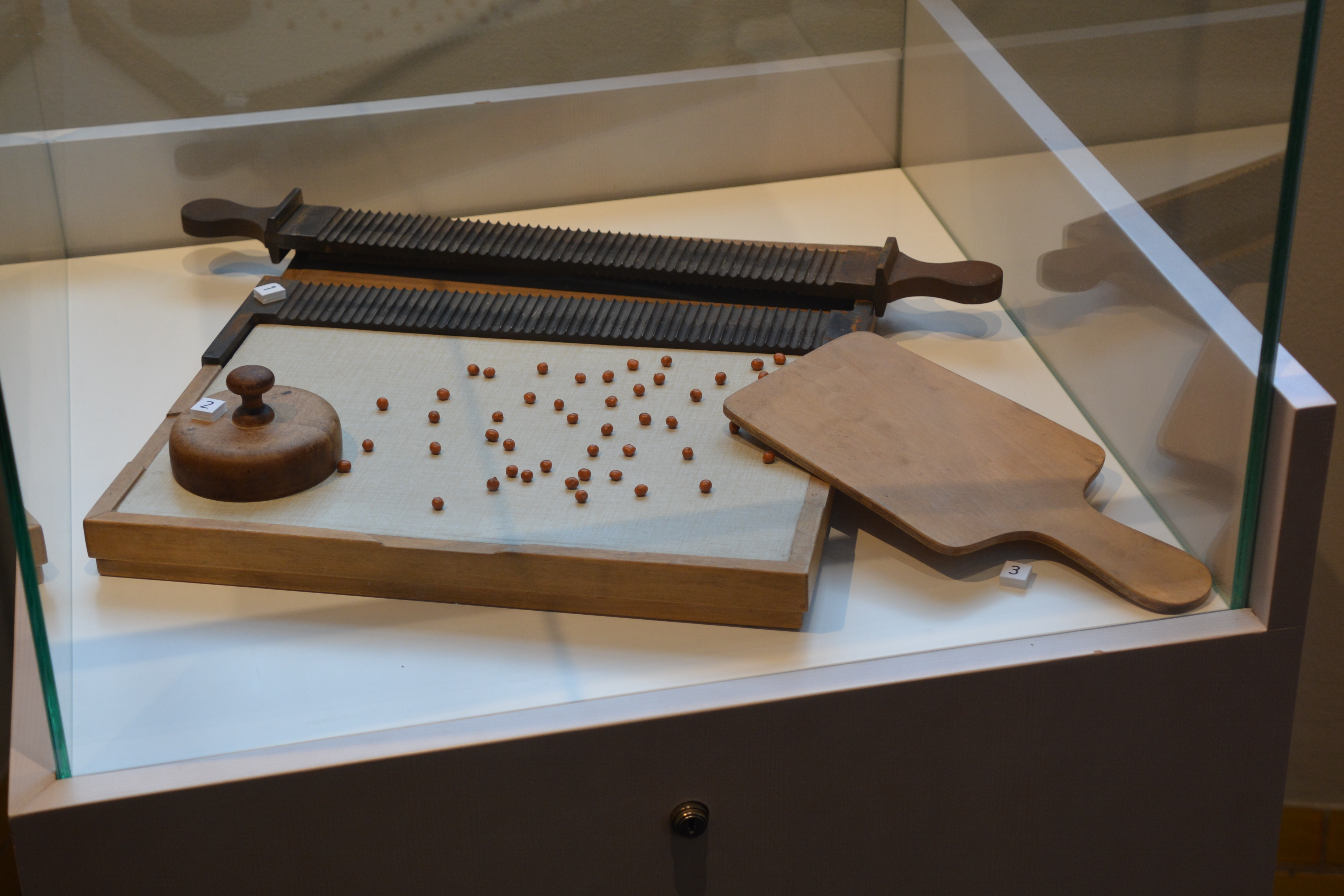
Pillertillverkning. Pillerbräda med pillerkam, rotundifikator och rullbräde.
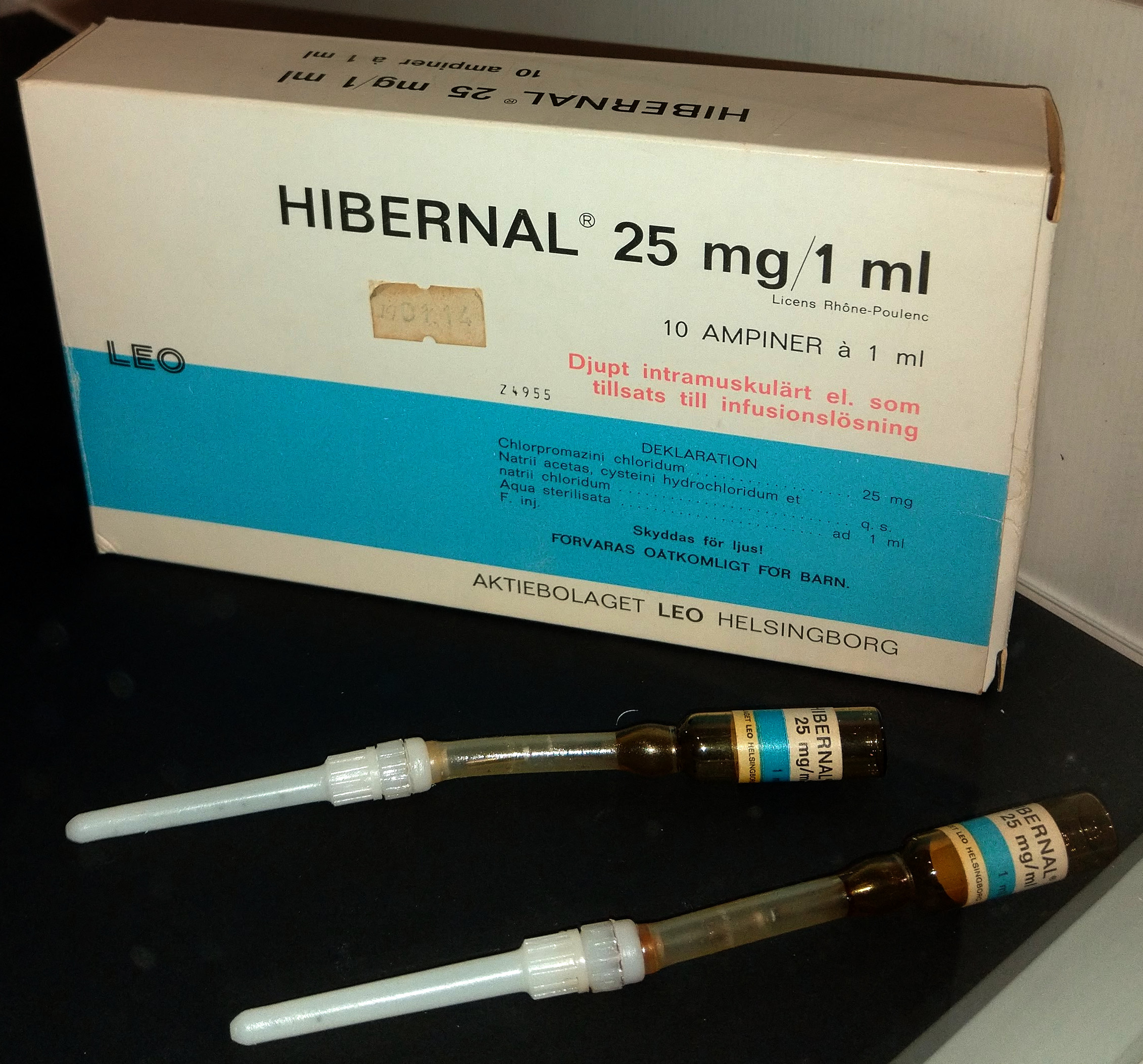
Leo läkemedels Hibernal (klorpromazin), från det tidigare medicinhistoriska museet på Sankt Lars